# Großsteingräber bei Freetz
Die Großsteingräber bei Freetz waren drei megalithische Grabanlagen der jungsteinzeitlichen Trichterbecherkultur bei Freetz, einem Ortsteil von Putbus im Landkreis Vorpommern-Rügen (Mecklenburg-Vorpommern). Sie wurden vermutlich im 19. Jahrhundert zerstört.

## Forschungsgeschichte
Die Existenz der Gräber wurde in den 1820er Jahren durch Friedrich von Hagenow erfasst und ihre Lage auf der 1829 erschienenen Special Charte der Insel Rügen vermerkt. Von Hagenows handschriftliche Notizen, die den Gesamtbestand der Großsteingräber auf Rügen und in Neuvorpommern erfassen sollten, wurden 1904 von Rudolf Baier veröffentlicht. Die Anlagen bei Freetz wurden dabei nur listenartig aufgenommen.

## Lage
Die Gräber befanden sich nach von Hagenows Karte östlich bzw. südöstlich von Freetz. Zwei lagen östlich des Orts recht nach beieinander auf einem Feld. Das dritte lag südsüdöstlich hiervon am Südrand des Wegs nach Muglitz.

## Beschreibung
Nach von Hagenows Liste handelte es sich bei den drei Anlagen um Großdolmen ohne steinerne Umfassungen. Zur Ausrichtung und den Maßen liegen keine Angaben vor.